# Walter Abel
Walter Abel (6. června 1898, St. Paul, Minnesota, USA – 26. března 1987, Essex, USA) byl americký herec. Narodil se v St. Paul ve státě Minnesota matce Christine Abel rozené Becker a otci Richardu Michaelu Abelovi.
Vystudoval Americkou akademii dramatických umění (American Academy of Dramatic Arts), kde se v roce 1917 připojil při studiu ke kočovné společnosti. Svůj debut si odbyl ve filmovém dramatu Forbidden v roce 1919. Mezi jeho mnohé divadelní role patří například As You Like It (Jak se vám líbí), Desire Under the Elms (Farma pod jilmy), Mourning Becomes Electra (Smutek sluší Elektře), Merrily We Roll Along (Vesele to spolu táhnem) a Trelawny of the Wells. Na jevišti se objevil také v roce 1926 v produkci Channinga Pollocka The Enemy (Nepřítel) s Fay Bainter.
Byl ženatý s koncertní harfenistkou Mariettou Bitter. Zemřel na infarkt myokardu v Essexu ve státě Connecticut.

## Filmografie
- The Three Musketeers (1935) jako d'Artagnan
- The Lady Consents (1936) jako Stanley Ashton
- Two in the Dark (1936) jako Ford 'Jitney' Adams
- The Witness Chair (1936) jako James 'Jim' Trent
- Fury (Byl jsem lynčován) (1936) jako Adams
- We Went to College (1936) jako Philip Talbot
- Second Wife (1936) jako Kenneth Carpenter
- Portia on Trial (1937) jako Dan Foster
- Wise Girl (1937) jako Karl Stevens
- Law of the Underworld (1938) jako Rogers
- Men with Wings (1938) jako Nick Ranson
- King of the Turf (1939) jako Robert Barnes
- Miracle on Main Street (1940)
- Dance, Girl, Dance (1940) v roli soudce
- Arise, My Love (1940) jako pan Phillips
- Michael Shayne, Private Detective (1940) jako Elliott Thomas
- Who Killed Aunt Maggie (1940) jako Dr. George Benedict
- Hold Back the Dawn (Brána ke štěstí) (1941) jako inspektor Hammock
- Skylark (1941) jako George Gore
- Glamour Boy (1941) jako A. J. Colder
- Beyond the Blue Horizon (1942) jako professor Thornton
- Star Spangled Rhythm (1942) jako B.G. DeSoto
- Holiday Inn (1942) jako Danny Reed
- Wake Island (1942) jako velitel Roberts
- So Proudly We Hail! ( Bílá legie)(1943) jako the Chaplain
- Fired Wife (1943) jako Chris McClelland
- An American Romance (Americká romance) (1944) jako Howard Clinton
- Mr. Skeffington (Pan Skeffington)(1944) jako George Trellis
- The Affairs of Susan (1945) jako Richard Aiken
- Duffy's Tavern (1945) (režie)
- Kiss and Tell (1945) jako Harry Archer
- The Kid From Brooklyn ( Chlapec z Brooklynu) (1946) jako Gabby Sloan
- 13 Rue Madeleine (1946) jako Charles Gibson
- Dream Girl (1948) jako George Allerton
- That Lady in Ermine (1948) jako major Horvath
- So This Is Love (1953) jako plukovník James Moore
- Island in the Sky (1953) jako plukovník Fuller
- Night People ( Lidé z temnot) (1954) jako major Foster
- The Indian Fighter (Indiánský bojovník) (1955) jako kapitán Trask
- The Steel Jungle (1956) jako Warden Keller
- Bernardine (1957) jako Mr. Beaumont
- Raintree County (1957) jako T.D. Shawnessy
- Handle With Care (1958) jako Prof. Bowdin
- Mirage (1965) jako Charles Stewart Calvin
- Quick Let's Get Married (1966) jako zloděj
- The Man without a Country (1974) (TV) jako plukovník A.B. Morgan
- Silent Night, Bloody Night (Tichá noc, krvavá noc) (1974) jako starosta Adams
- Grace Quigley (1984) jako Homer Morrison